# Il circo dei dannati
Il circo dei dannati (Circus of the Damned) è un romanzo horror del 1995 scritto da Laurell K. Hamilton, terzo libro della serie di Anita Blake - Cacciatrice di vampiri.
Il romanzo prosegue le avventure di Anita Blake, la quale cerca di risolvere una serie di delitti operati da un gruppo di vampiri e contemporaneamente di tenere a bada le avances di Jean-Claude, nonché occuparsi di alcuni individui che vorrebbero rivelare la vera identità di Jean-Claude. Come negli altri romanzi, anche ne Il circo dei dannati si fondono elementi soprannaturali, hard boiled e polizieschi.

## Trama
La storia si svolge ad ottobre, due mesi dopo le vicende di Resti mortali, con Anita che incontra Jeremy Rubens e Karl Inger per discutere di un potenziale lavoro. Rubens spiega che ha formato un'associazione, Humans First, per eliminare i vampiri con ogni mezzo e chiede ad Anita di rivelargli l'identità e il luogo in cui si nasconde il Master della città. Anche se sa che consegnare loro Jean-Claude la libererebbe dai marchi che lui le ha imposto in Nodo di sangue, Anita rifiuta, anche perché il piano dei due non è poi così buono e rischierebbero di morire. Rubens reagisce male, ma i tre si accordano per riconsiderare la proposta nel caso riescano ad elaborare un piano migliore.
Anita riceve una chiamata da Dolph, che richiede la sua presenza in una scena del crimine. Una volta arrivata, determina che la vittima, Carl Rupert, è morto in seguito ai morsi di diversi vampiri. Informa quindi Dolph che secondo lei un solo Master ha guidato e coordinato l'attacco di un intero branco di vampiri e che la vittima non risorgerà.
Per capire se qualche Master non autorizzato sta operando in città, Anita chiede un incontro con Jean-Claude ed è invitata a recarsi al Circo dei Dannati, un circo soprannaturale e luogo di riposo diurno di Jean-Claude. Stephen l'accompagna e trovano il vampiri in compagnia di Yasmeen, una Master alleata di Jean-Claude, e altre due persone distese nude sul letto, Richard Zeeman e Rashida. 
Yasmeen affronta Anita, alternativamente punzecchiandola e cercando di sedurla. Jean-Claude spiega che il rifiuto di Anita di ammettere che lei è la serva umana del vampiro gli sta causando dei problemi politici e dice ad Anita che se accetta il ruolo sarà lui a risolvere lo scontro con Yasmeen. Ovviamente Anita rifiuta. Gelosa delle attenzioni di Yasmeen per Anita, la serva umana della vampira, Marguerite, sfida la negromante a duello e quest'ultima vince. Arrabbiata per la sconfitta, Yasmeen attacca Anita, che continua a rifiutare l'aiuto di Jean-Claude. Si salva grazie alla sua croce di argento che viene a contatto con la pelle di Yasmeen e la ustiona.
Dopo aver dovuto uccidere un serpente gigante sfuggito al numero del circo, Jean-Claude informa Anita che né lui né Yasmeen sono i responsabili dell'omicidio e che non conosce nessun Master che potrebbe essere sospettato. Ammette che, anche se di solito viene a sapere se qualche nuovo Master entra nel suo territorio, gli eventi recenti sono abbastanza caotici da avergli fatto perdere questa consapevolezza. Anita accetta di accompagnare a casa Richard e Stephen, che non è del tutto cosciente per lo sforzo della trasformazione da uomo a lupo e viceversa. Anita è attratta da Richard, che è inesplicabilmente coinvolto negli affari di Jean-Claude, e dopo la resistenza iniziale accetta un appuntamento per il sabato successivo.
Dopo aver portato a casa Stephen e Richard, Anita arriva alla sua casa e trova Edward ad aspettarla. L'uomo ha accettato un altro contratto per uccidere il Master di St. Louis e vuole che Anita gli comunichi il nome del vampiro e il luogo in cui si ritira di giorno. Edward rivela anche di aver seguito Anita al Circo dei dannati e di aver assistito alla lotta col serpente gigante, sospettando quindi che il Master sia o Jean-Claude o Yasmine. Anita però bluffa e gli fa credere che il vero Master sia qualcun altro. Edward insiste comunque per sapere nome e luogo.
Edward se ne va e Anita va a dormire ma è visitata in sogno da Jean-Claude. Più tardi incontra Ronnie e scopre che Carl Rupert, la vittima, era un membro di Humans Against Vampires. Ronnie le ricorda anche che la loro amica Catherine ha organizzato una festa di Halloween per lo stesso giorno in cui Anita ha pianificato di uscire con Richard. Anita quindi lo chiama e lui accetta di accompagnarla alla festa. Quella sera Dolph chiede ad Anita di investigare su un altro omicidio. La vittima, stavolta una donna, è stata uccisa anch'essa da un gruppo di vampiri. Si accorgono che al calare della notte la donna inizia a trasformarsi e che quindi potrebbe risorgere come vampiro belluino. Lo stesso potrebbe succedere alla prima vittima in ospedale, ma quando Anita chiama per comunicarlo non ottiene risposta. Lei e dei poliziotti si recano quindi all'ospedale e trovano che l'obitorio è completamente deserto. Apparentemente, Rupert si è svegliato, ha trovato il modo di aprire la porta di acciaio dell'obitorio e si è scatenato uccidendo infermiere e guardie.
I poliziotti trovano John Burke, che era all'ospedale a caccia di Rupert e si accodano a lui. Il vampiro li coglie di sorpresa e riesce ad uccidere uno degli agenti. Dopo aver finalmente ucciso il vampiro, Anita se ne va a controllare che Larry riesca effettivamente a coprire il suo programma di risvegli per quella notte. Lo trova al terzo risveglio: anche se Larry è potente, è tuttavia giovane e inesperto e inizia a perdere il controllo degli zombie, quindi Anita è costretta ad aiutarlo.
Mentre tornano alle loro auto, Anita e Larry vengono assaliti da alcuni membri di Humans First, per costringerli a rivelare dove si trova il rifugio di Jean-Claude. I due scappano ma nella fuga investono un bambino. Controllando l'accaduto, si accorgono che si tratta di un vampiro bambino, più vecchio di Jean-Claude e molto potente. Il vampiro li attacca, insieme a due donne e al loro Master, Alejandro. Anita e il suo assistente cercano di tenerli a bada con le croci, ma Alejandro cattura Larry e minaccia di ucciderlo se Anita non si arrende. Il vampiro chiede inoltre ad Anita il nome e il luogo in cui trovare il Master della città, ma lei si rifiuta e viene quindi investita dai poteri mentali di Alejandro, che la fa svenire. Quando rinviene, i vampiri se ne sono andati, apparentemente cacciati da un attacco dei membri di Humans Against Vampires. Larry la riaccompagna a casa e le dice di voler diventare sia un risvegliante che un cacciatore di vampiri. Lei è riluttante, però accetta di diventare il suo mentore. A casa trova Edward, che la minaccia di torturarla se non gli rivela il nome del Master. Anita quindi mente e gli dice che si tratta di Alejandro.
La mattina dopo, Karl Inger telefona ad Anita e le comunica di avere un piano per uccidere il Master, così la negromante accetta di incontrarlo. L'uomo la porta in una casa rurale dove lei incontra Mr Oliver, un vampiro così vecchio da far parte della specie homo erectus e Melanie, una lamia al servizio di Mr Oliver. Il vampiro spiega che vorrebbe diventare lui il Master della città e chiede quindi ad Anita di rivelargli l'identità di quello attuale.
La donna elude la domanda e se ne torna a St. Louis, dove viene a sapere da Ronnie che le due vittime dei delitti erano entrambi membri di Humans Against Vampires e che nei loro testamenti chiedono di essere impalati dopo la morte. 
Quella sera, Anita e Larry vengono interrotti durante il lavoro da Jean-Claude, che chiede loro di incontrarlo al Circo dei Dannati. Senza dire al suo assistente che Jean-Claude è il master, Anita va all'incontro e scopre di aver ricevuto in qualche modo il primo marchio come serva umana di Alejandro, nonostante portasse già quello di Jean-Claude.
Quando torna a casa, Anita trova Melanie e tre uomini che l'aspettano; la portano poi in una caverna ma, invece di trovarsi davanti Mr Oliver come aveva immaginato, ad aspettarla è Alejandro, che le chiede di diventare sua serva umana. Anita cerca di scappare, uccidendo i tre uomini che stavano con Melanie e Raju, mezzo uomo e mezzo serpente, che però prima di soccombere la morde inoculandole del veleno. La negromante riesce comunque a scappare e viene riportata a casa da Edward, che l'aveva seguita alla cava. A casa trovano Richard che, scoprendo che non esiste un antidoto al veleno di lamia, propone di mordere Anita per salvarla, ma lei rifiuta asserendo che preferisce morire piuttosto che diventare un licantropo. Richard rifiuta di lasciarla morire e la porta quindi da Jean-Claude, che le impone il terzo marchio e riesce a renderla immune al veleno.
Per liberarsi di Jean-Claude allora, Anita chiama Mr Oliver e gli rivela il nome del Master. Il vampiro promette di andare ad ucciderlo quella stessa notte. Poco dopo, Dolph avverte Anita che qualcuno dallo studio legale delle due vittime ha dato i loro nomi ai vampiri, nonché che c'è un complotto per forzare ogni vampiro di St. Louis ad iniziare una carneficina. Anita si rende conto che se Mr Oliver diventasse Master, potrebbe comandare ogni vampiro della città e dare inizio alla catena di delitti. Chiama quindi Jean-Claude per avvertirlo. Il Master è stupito del fatto che Anita voglia davvero ucciderlo, ma la ringrazia per la soffiata. Anita ed Edward vanno al Circo dei Dannati a prepararsi alla battaglia.
Jean-Claude spiega che lui e Mr Oliver hanno pattuito di battersi per il controllo della città: di fronte al pubblico del circo, i loro servitori combatteranno fisicamente, mentre loro ingaggeranno una battaglia con i loro poteri di vampiri. Edward, Anita, Rashida, Yasmeen, Marguerite, Richard e Stephen combattono per Jean-Claude, mentre Karl Inger, Melanie, Alejandro e il suo branco di vampiri combattono per Mr Oliver.
Durante la battaglia, Alejandro impone ad Anita il terzo e il quarto marchio, facendo di lei la sua serva umana. Attraverso il legame, lei scopre che Oliver sta pianificando di scatenare i vampiri della città per mettere fine agli esperimenti sulla legalizzazione dei vampiri. Oliver vince la battaglia e chiede ad Anita di impalare Jean-Claude, sostenendo che se il vampiro sarà ucciso nientemeno che dalla sua presunta serva umana sarà screditato del tutto. Tuttavia, i poteri di negromante e quelli ricevuti da Alejandro impediscono ai due di controllarla totalmente. All'ultimo momento, Anita pianta il paletto nel cuore di Oliver e poi lo decapita. A quel punto, è Alejandro a cercare di uccidere Jean-Claude, ma Anita gli strappa il cuore e lo strangola.
Più tardi, Anita rinviene in ospedale e scopre che Jean-Claude è tuttora vivo e che anche Richard è sopravvissuto all'attacco di Oliver perché è un lupo mannaro, sufficientemente potente da riuscire a mascherare la sua identità. Apprende inoltre che i marchi di Jean-Claude erano stati cancellati da quelli di Alejandro e che, essendo morto, lei è libera. Decide di continuare a uscire con Richard, anche se non è sicura di riuscire ad adattarsi alla licantropia. Nel frattempo Melanie, la lamia, ha iniziato a lavorare per Jean-Claude come attrazione al Circo dei Dannati.

## Personaggi principali
- Anita Blake: Anita continua a fare progressi, inizialmente voleva uccidere Jean-Claude piuttosto di essere marchiata come sua serva umana, ma ora accetta il suo ruolo di “ponte” tra il mondo degli umani e quello dei “mostri” per poter salvare la città. Alla fine del romanzo, Anita vede finalmente Jean-Claude come qualcosa più di una persona e vuole continuare ad uscire con Richard, anche se è uno dei mostri.
- Jean-Claude: vengono rivelate nuove notizie sul persognaggio di Jean-Claude. Il suo controllo sulla città è apparentemente precario e tenta di usare la sua forza per sottomettere Anita al suo volere mostrandole la sua natura seduttiva, manipolatrice e per certi versi anche spietata. Inoltre, il vampiro si dimostra molto coraggioso nella battaglia contro Mr. Oliver e molto attaccato ad Anita quando non cerca di ucciderla per vendicarsi di averlo quasi ammazzato né di smettere di corteggiarla.
- Richard Zeeman: un “bravo ragazzo”, alternativo alla seduzione di Jean-Claude. Ad Anita ricorda molto Phillip, lo stripper di Nodo di sangue. Il suo modo di fare e la vulnerabilità emozionale contribuiscono alla relazione che Anita svilupperà con lui nei romanzi seguenti.
- Mr. Oliver: è l'avversario più minaccioso mai incontrato da Anita. Personificando l'idea di Anita che i vampiri siano mostri senza speranza, Mr. Oliver le fa cambiare idea.
- Alejandro: è un vampiro antico, il primo a imporre tutti quattro i marchi ad Anita e a fare di lei la sua serva umana, anche se lei non si comporta affatto in modo servile. Dopo aver ricevuto i marchi di Alejandro, Anita torna libera da quelli che aveva ricevuto da Jean-Claude.

### Altri personaggi
- Collaboratori di Anita: Bert Vaughn, Veronica Sims e Larry Kirkland
- Agenti di polizia: Rudolph “Dolph” Storr e Zerbrowski
- John Burke
- Stephen
- Jeremy Rubens, leader dei gruppo Humans Against Vampires
- Karl Inger, servo umano di Mr Oliver
- Rashida e Melanie, licantrope
- Marguerite, serva umana e amante di Yasmeen
- Yasmeen

## Edizioni
- Laurell K. Hamilton, Il circo dei dannati, Editrice Nord, 2004, ISBN 88-429-1301-4.
- Laurell K. Hamilton, Il circo dei dannati, TEA, 2006, ISBN 978-88-502-1039-8.